# نهرية
بيئة الترسبات النهرية هي الترسبات التي تحدث في مجرى النهر من منبعه وحتى مصبه وكذلك ترسبات الهول الفيضية وتحدد الترسبات في طاقة النهر الحركية اما العوامل الأخرى فتشمل ميل النهر (درجة انحداره) وشكل النهر العام، والمواد المترسبة تتدرج من الجلاميد والحصى الكبيرة والرمل والسلت حتى الطين 